# シンデレラガール (曲)
「シンデレラガール」は、King & Princeのデビューシングル。2018年5月23日にJohnnys’Universe / ユニバーサルミュージックからリリースされた。

## 概要
本作のリリースは、2018年3月15日に六本木ヒルズアリーナで開催された「King & Prince イベント」で発表された。
初回限定盤A・B・通常盤、UNIVERSAL MUSIC STORE限定 K盤・P盤の全5形態で発売され、それぞれ収録内容・ジャケット写真ともに異なる。初回プレス分には、「シンデレラガール」発売記念イベントの応募用シリアルナンバーを封入。初回限定盤A、初回限定盤BのみDVD付き。通常盤には初回限定盤A、初回限定盤B、K盤、P盤未収録のカップリング「YOU, WANTED!」が収録されている。
CDデビュー3周年となる2021年5月23日、グループの公式SNSアカウントとYouTubeチャンネルが開設され、そのYouTube投稿の第1弾として本作のミュージックビデオのYouTube版が公開された。また、2023年4月19日には本作を含むベストアルバム『Mr.5』が発売。その初回限定盤Aには新撮版MV「シンデレラガール 2023」が収録され、5月15日にはそれをYouTube用に編集したYouTube Editが公式YouTubeチャンネルで公開された。

## 特典
- 先着特典[22] - A2サイズポスター（Aタイプ〔初回限定盤A〕、Bタイプ〔初回限定盤B〕、Cタイプ〔通常盤〕）
- 初回封入特典[22] - 「シンデレラガール」発売記念イベント「トーク&ハイタッチ イベント」、または待ち受け画像の応募用シリアルナンバー（初回限定盤A、B、通常盤）
- 先着購入者特典[23] - ポストカード 2枚セット（Kタイプ〔K盤〕、Pタイプ〔P盤〕）

### 発売記念イベント
2018年6月20日に豊洲PIT（東京都）で、6月27日にはZepp Namba（OSAKA）（大阪府）で「トーク＆ハイタッチ イベント」を開催。本作の初回プレス版には、このイベントに応募できる応募用シリアルナンバーが封入されており、抽選で選ばれた約1万人が参加できる。また、応募用シリアルナンバーでは期間限定の待ち受け画像をダウンロードすることも可能。画像は全2種類。

## チャート成績
初週57.7万枚を売り上げ、2018年6月4日付オリコン週間シングルランキングで初登場1位を記録。デビューシングルの初週売上としてはKAT-TUNの「Real Face」（75.4万枚）に次ぐ歴代2位となった。また、2018年6月25日に発表された上半期シングルランキングでは62.6万枚で5位にランクインし、「第51回オリコン年間ランキング2018」のシングル部門では68.8万枚で10位にランクインした。
Billboard JAPANが発表した2020年2月9日までの累計売上枚数は、799,465枚となっている。
2023年1月23日付のオリコン週間シングルランキングで週間0.1万枚を売り上げ、39位にランクイン。これで2018年6月4日付で初めてランクインしてからTOP200内における通算登場週数が233週となり、夏川りみの「涙そうそう」が記録した232週を上回り、「歴代シングル ロングセラー」2位となった。
2023年5月22日をもって平野紫耀、岸優太、神宮寺勇太がグループを脱退することから、ファンの間では『シンデレラガール』のミリオン達成を目指して購買を広める「追いデレラ」と呼ばれる運動が広がっていたが、2023年5月15日にSoundScan JapanによるCDシングル売上レポートでミリオンセールスを突破したことが発表された。11thの『ツキヨミ/彩り』、12th『Life goes on/We are young』に続く、自身3作目。発売から5年越しのミリオン達成に、ネット上では祝福の声が殺到し、「＃キンプリミリオンおめでとう」というハッシュタグが日本および世界トレンドで一時1位となった。
オリコンでも、2023年5月16日発表の週間シングルランキングでは週間売上3.8万枚を記録して第3位を獲得。259週ぶり（約5年ぶり）のTOP3入りを果たし、5月21日発表の2023年5月20日付デイリーシングルランキングでは1位も獲得した。
日本レコード協会は本作を2018年8月の時点でトリプル・プラチナとして認定していたが、2023年6月にはミリオンに認定した。

## 収録曲

### CD
1. シンデレラガール [4:12]
作詞：河田総一郎、作曲：河田総一郎・佐々木望、編曲：船山基紀
  - 平野紫耀出演 TBS系火曜ドラマ『花のち晴れ〜花男 Next Season〜』主題歌[36]
2. Funk it up [4:59]
作詞：Komei Kobayashi、作曲：Susumu Kawaguchi・Fredrik"Figge"Bostrom、編曲︰CHOKKAKU
3. YOU, WANTED! [3:41]
作詞：RUCCA、作曲：Tommy Clint・Christofer Erixon、編曲：Tommy Clint・ha-j
通常盤のみ収録。

### DVD

#### 初回限定盤A
1. 「シンデレラガール」Music Video

#### 初回限定盤B
1. Making of「シンデレラガール」